# Louizaplein
Het Louizaplein  (Frans: Place Louise) is een plein in het Brussels Hoofdstedelijk Gewest. Het plein ligt op de grens van de gemeenten Brussel, Elsene en Sint-Gillis. Het plein diende als vertrekpunt van de Louizalaan en beginpunt van de zuidelijke uitbreiding van Brussel.
Het plein is rond 1840 aangelegd en in 1846 vernoemd naar Louise-Marie d'Orléans, de eerste koningin der Belgen. In aanleg werd het plein Porte de Charleroi genoemd, er bestond daarvoor op deze plek geen poort in de stadsomwalling. Er werd na de aanleg wel een commiezenhuisje neergezet ten bate van de heffing van het octrooi.

## Verkeer
Er lopen meerdere tunnels onder het Louizaplein; er is de Louizatunnel in de Kleine Ring, en haaks daaop de Stefaniatunnel in de Louizalaan die na het Stefaniaplein bovengronds komt. Beide tunnels zijn in 1957 opgeleverd in het kader van Expo '58. Er bevinden zich daaronder ook tunnels van de Metro van Brussel; Men vindt hier het in 1985 geopende station Louiza waar lijn 2 stopt, maar als men verder afzakt naar niveau -3 vindt men ook een spookstation en verdere tunnelbouw voor de nooit voltooide lijn 4.

## Monumenten
De in 1842 ontworpen gebouwen aan de kant van Sint-Gillis zijn erkende monumenten.